# عبدالعزیز بن عبدالله آل الشیخ
عبدالعزیز بن عبدالله آل الشیخ مفتی اعظم عربستان سعودی است. او از نوادگان محمد بن عبدالوهاب است. عبدالعزیز آل الشیخ در ۳۰ نوامبر ۱۹۴۳ در یکی از خاندان‌های مهم مذهبی عربستان سعودی متولد شد.
خاندان آل شیخ یکی از مؤثرترین و متنفذترین خانواده‌های مذهبی عربستان است. نسب این شخص به محمد پسر عبدالوهاب می‌رسد.
معمولاً در هر دوره ای و متناظر با زمان هر پادشاه سعودی؛ یک نفر به عنوان مفتی اعظم و معمولاً از این خانواده نقش محوری در هدایت ایدئولوژیک جامعه وهابی را به عهده داشته است.
او تحصیل قرآن را در مسجد احمد بن صنعان شروع کرد. در ۱۹۵۴ به مؤسسه علمی امام الدعوه منتقل شد و از دانشکدهٔ شریعت آن در ۱۹۶۲ فارغ‌التحصیل شد.
او به عنوان استاد از ۱۹۷۱ در مؤسسه علمی امام الدعوه شروع به فعالیت کرد. سپس به دانشکده شریعت دانشگاه اسلامی امام محمود بن سعود در ریاض منتقل شد و تا ۱۹۹۱ در آنجا تدریس کرد.
در سال ۱۹۹۹ او از سوی ملک فهد پادشاه سعودی به عنوان مفتی عام عربستان سعودی منصوب و جانشین عبدالعزیز بن باز شد.

## فتاوی
او در مارس ۲۰۱۲ با اشاره به حدیثی از پیامبر اسلام فتوی داد همه کلیساهای جزیره العرب تخریب شوند. در سال ۲۰۱۶، کلیپی از وی منتشر شد که بر اساس آن وی شطرنج و بازی‌های مشابه آن را به دلیل وجود قمار حرام اعلام کرده است.

## دعوت از وی برای دیدار اسرائیل
در روز دوشنبه مورخ ۲۲ آبان ۱۳۹۶ ایوب کارا، وزیر ارتباطات اسرائیل ضمن تبریک به عبد العزیز آل الشیخ به خاطر صدور فتوایی مبنی بر منع کشتن یهودیان و تروریست خواندن جنبش حماس، از وی برای دیدار از اسرائیل دعوت کرد و در حساب رسمی خود در توئیتر نوشت: «ما به شیخ عبدالعزیز الشیخ، مفتی بزرگ عربستان سعودی و رئیس علما (علمای اسلامی) به خاطر این فتوا در منع مبارزه علیه یهودیان و منع کشتن آن‌ها تبریک می‌گوییم.» او همچنین از اظهارات آل الشیخ که حماس را یک سازمان تروریستی در نظر گرفته بود استقبال کرده و افزود: «من از مفتی برای دیدار از اسرائیل دعوت می‌کنم؛ از وی با احترام زیادی استقبال خواهد شد».